# District de Kazaly
Le  district de Kazaly (en kazakh : Қазалы ауданы) est un district de l'oblys de Kyzylorda au  Kazakhstan. 

## Géographie
Son centre administratif est la localité de Kazaly. 

## Démographie
En 2013, la population est estimée à 74 900 habitants.